# Vateria copallifera
Espèce
Classification phylogénétique
Statut de conservation UICN

 EN A1cd, C2a : En danger
 Vateria copallifera  est une espèce de plantes à fleurs de la famille des Dipterocarpaceae. C'est un arbre sempervirent endémique du Sri Lanka.

## Répartition
La plante est endémique aux forêts persistantes de plaine, au sommet des collines ou au bord des rivières du Sud-Ouest du Sri Lanka.

## Préservation
L'espèce est menacée par la déforestation et l'exploitation forestière.